# Bečkovský vodopád
Bečkovský vodopád je vodopád ve Vraních horách, na jižním úbočí Bečkovského kopce asi 1 km od osady Bečkov u Bernartic, v těsné blízkosti státní hranice. Je vysoký asi 3 m.

## Charakteristika
Vodopád se nachází na bezejmenném levostranném přítoku Bečkovského potoka v nadmořské výšce 570 m. Pár desítek metrů proti proudu od vodopádu vyvěrá tento potok ze skály. Má malý průtok, v průměru 5 l/s. Podkladovou horninou je permský ryolit. Vodopád je nepravý (hrazený), což znamená, že vznikl sesuvem kamenného bloku, který přehradil původní koryto potoka.

## Přístup
K vodopádu je možné se dostat z osady Bečkov po neznačené polní cestě východním směrem. Asi pěti stech metrech cesta zachází do lesa, pokračuje zhruba po vrstevnici a po dalším půl kilometru končí nad vodopádem. Samotný vodopád se nachází asi 150 metrů od státní hranice s Polskem, ale z cesty vedoucí po hranici (zelená turistická značka) je kvůli hustému porostu obtížně přístupný. Vzhledem k malému průtoku se vyplatí vodopád navštívit hlavně po vydatných deštích.